# Rally México de 2019
El Rally México de 2019, oficialmente 16.º Rally Guanajuato México, fue la tercera ronda de la temporada 2019 del Campeonato Mundial de Rally. Se celebró del 7 al 10 de marzo y contó con un itinerario de 21 tramos sobre tierra con un total de 316,51 km cronometrados. Fue también la tercera ronda de los campeonatos WRC2 Pro y WRC 2.
Entre los pilotos inscritos, 23 en total, se encuentran los habituales de los equipos oficiales: Ford con Elfyn Evans y Teemu Suninen; Hyundai con Andreas Mikkelsen, Thierry Neuville y Dani Sordo; Toyota con Jari-Matti Latvala, Ott Tänak y Kris Meeke y Citroën que cuenta con Sébastien Ogier y Esapekka Lappi.

## Lista de inscritos
| Num.                     | Piloto                  | Copiloto           | Automóvil             | Equipo                  | Neumático |
| ------------------------ | ----------------------- | ------------------ | --------------------- | ----------------------- | --------- |
| 1                        | Sébastien Ogier         | Julien Ingrassia   | Citroën C3 WRC        | Citroën Total WRT       | M         |
| 3                        | Teemu Suninen           | Marko Salminen     | Ford Fiesta WRC       | M-Sport Ford WRT        | M         |
| 4                        | Esapekka Lappi          | Janne Ferm         | Citroën C3 WRC        | Citroën Total WRT       | M         |
| 5                        | Kris Meeke              | Sebastian Marshall | Toyota Yaris WRC      | Toyota Gazoo Racing WRT | M         |
| 6                        | Dani Sordo              | Carlos del Barrio  | Hyundai i20 Coupe WRC | Hyundai Shell Mobis WRT | M         |
| 8                        | Ott Tänak               | Martin Järveoja    | Toyota Yaris WRC      | Toyota Gazoo Racing WRT | M         |
| 10                       | Jari-Matti Latvala      | Miikka Anttila     | Toyota Yaris WRC      | Toyota Gazoo Racing WRT | M         |
| 11                       | Thierry Neuville        | Nicolas Gilsoul    | Hyundai i20 Coupe WRC | Hyundai Shell Mobis WRT | M         |
| 33                       | Elfyn Evans             | Scott Martin       | Ford Fiesta WRC       | M-Sport Ford WRT        | M         |
| 89                       | Andreas Mikkelsen       | Anders Jæger       | Hyundai i20 Coupe WRC | Hyundai Shell Mobis WRT | M         |
| 21                       | Łukasz Pieniążek        | Kamil Heller       | Ford Fiesta R5        | M-Sport Ford WRT        | M         |
| 41                       | Benito Guerra           | Jaime Zapata       | Škoda Fabia R5        | Benito Guerra           | M         |
| 42                       | Marco Bulacia Wilkinson | Fabian Cretu       | Škoda Fabia R5        | Marco Bulacia Wilkinson | M         |
| 43                       | Pedro Heller            | Pablo Olmos        | Ford Fiesta R5        | Pedro Heller            | M         |
| 44                       | Alberto Heller          | José Díaz          | Ford Fiesta R5        | Alberto Heller          | M         |
| Fuente: ewrc-results.com |                         |                    |                       |                         |           |

## Resultados

### Itinerario
| Día                     | Tramo | Nombre                              | Distancia | Ganador de la etapa                | Coche                                  | Tiempo  | Líder de la general |
| ----------------------- | ----- | ----------------------------------- | --------- | ---------------------------------- | -------------------------------------- | ------- | ------------------- |
| Día 1 (7 marzo)         | SS1   | Street Stage Guanajuato             | 1.14 km   | Esapekka Lappi                     | Citroën C3 WRC                         | 1:00.6  | Esapekka Lappi      |
| Día 2 (8 marzo)         | SS2   | El Chocolate 1                      | 31.57 km  | Andreas Mikkelsen                  | Hyundai i20 Coupe WRC                  | 23:50.6 | Andreas Mikkelsen   |
| Día 2 (8 marzo)         | SS3   | Ortega 1                            | 17.28 km  | Sébastien Ogier                    | Citroën C3 WRC                         | 9:29.0  | Andreas Mikkelsen   |
| Día 2 (8 marzo)         | SS4   | Street Stage León 1                 | 1.11 km   | Andreas Mikkelsen                  | Hyundai i20 Coupe WRC                  | 1:04.9  | Andreas Mikkelsen   |
| Día 2 (8 marzo)         | SS5   | El Chocolate 2                      | 31.57 km  | Sébastien Ogier                    | Citroën C3 WRC                         | 23:35.0 | Sébastien Ogier     |
| Día 2 (8 marzo)         | SS6   | Ortega 2                            | 17.28 km  | Sébastien Ogier                    | Citroën C3 WRC                         | 9:22.3  | Sébastien Ogier     |
| Día 2 (8 marzo)         | SS7   | Las Minas 1                         | 10.72 km  | Ott Tänak                          | Toyota Yaris WRC                       | 6:43.4  | Sébastien Ogier     |
| Día 2 (8 marzo)         | SS8   | SSS Autódromo de León 1             | 2.33 km   | Sébastien Ogier                    | Citroën C3 WRC                         | 1:39.0  | Sébastien Ogier     |
| Día 2 (8 marzo)         | SS9   | SSS Autódromo de León 2             | 2.33 km   | Ott Tänak Thierry Neuville         | Toyota Yaris WRC Hyundai i20 Coupe WRC | 1:38.3  | Sébastien Ogier     |
| Día 3 (9 marzo)         | SS10  | Guanajuatito 1                      | 25.90 km  | Kris Meeke                         | Toyota Yaris WRC                       | 17:44.9 | Kris Meeke          |
| Día 3 (9 marzo)         | SS11  | Otates 1                            | 32.27 km  | Jari-Matti Latvala                 | Toyota Yaris WRC                       | 24:42.6 | Sébastien Ogier     |
| Día 3 (9 marzo)         | SS12  | El Brinco 1                         | 8.13 km   | Sébastien Ogier Jari-Matti Latvala | Citroën C3 WRC Toyota Yaris WRC        | 4:40.0  | Sébastien Ogier     |
| Día 3 (9 marzo)         | SS13  | Guanajuatito 2                      | 25.90 km  | Sébastien Ogier                    | Citroën C3 WRC                         | 17:33.6 | Sébastien Ogier     |
| Día 3 (9 marzo)         | SS14  | Otates 2                            | 32.27 km  | Ott Tänak                          | Toyota Yaris WRC                       | 24:25.2 | Sébastien Ogier     |
| Día 3 (9 marzo)         | SS15  | El Brinco 2                         | 8.13 km   | Ott Tänak                          | Toyota Yaris WRC                       | 4:36.6  | Sébastien Ogier     |
| Día 3 (9 marzo)         | SS16  | SSS Autódromo de León 3             | 2.33 km   | Andreas Mikkelsen                  | Hyundai i20 Coupe WRC                  | 1:39.4  | Sébastien Ogier     |
| Día 3 (9 marzo)         | SS17  | SSS Autódromo de León 4             | 2.33 km   | Thierry Neuville                   | Hyundai i20 Coupe WRC                  | 1:38.5  | Sébastien Ogier     |
| Día 3 (9 marzo)         | SS18  | Street Stage León 2                 | 1.11 km   | Dani Sordo                         | Hyundai i20 Coupe WRC                  | 1:04.4  | Sébastien Ogier     |
| Día 4 (10 marzo)        | SS19  | Alfaro                              | 24.38 km  | Ott Tänak                          | Toyota Yaris WRC                       | 13:52.6 | Sébastien Ogier     |
| Día 4 (10 marzo)        | SS20  | Mesa Cuata                          | 25.07 km  | Ott Tänak                          | Toyota Yaris WRC                       | 19:18.8 | Sébastien Ogier     |
| Día 4 (10 marzo)        | SS21  | Las Minas 2 (Live TV) (Power Stage) | 10.72 km  | Sébastien Ogier                    | Citroën C3 WRC                         | 6:30.4  | Sébastien Ogier     |
| Fuente: rallymexico.com |       |                                     |           |                                    |                                        |         |                     |

### Power stage
El power stage fue una etapa de 10.72 km al final del rally. Se otorgaron puntos adicionales del Campeonato Mundial a los cinco más rápidos.